# Mimotroea cacioides
Mimotroea cacioides är en skalbaggsart som beskrevs av Stefan von Breuning 1939. Mimotroea cacioides ingår i släktet Mimotroea och familjen långhorningar. Inga underarter finns listade i Catalogue of Life.